# Pleurothallis luctuosa
Pleurothallis luctuosa är en orkidéart som beskrevs av Heinrich Gustav Reichenbach. Pleurothallis luctuosa ingår i släktet Pleurothallis och familjen orkidéer. Inga underarter finns listade i Catalogue of Life.

## Bildgalleri

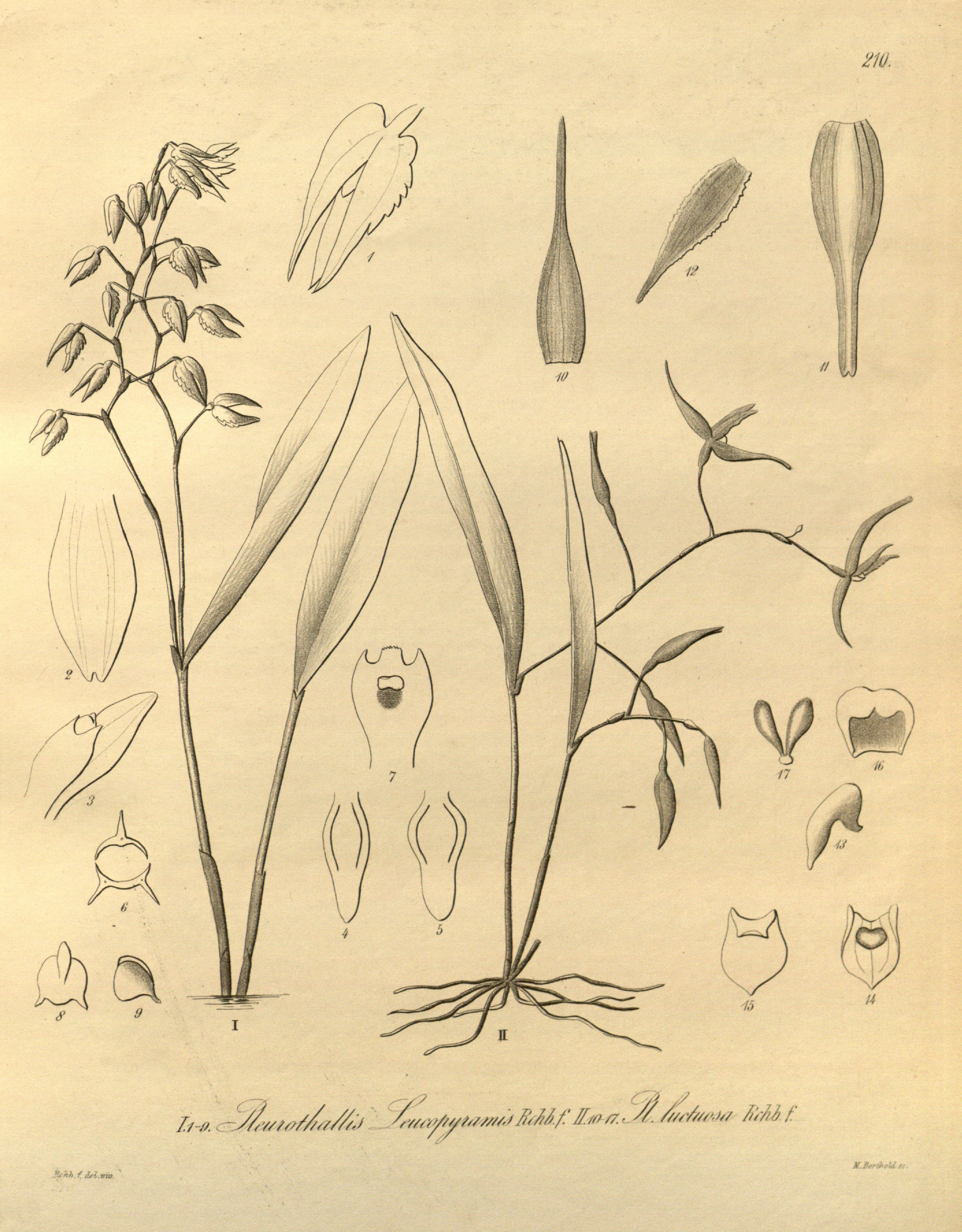